# ОШ „15. мај” Мали Јасеновац
ОШ „15. мај” у Малом Јасеновцу је једна од установа основног образовања на територији града Зајечара која наставља историју основног образовања мушке школе основане 1881. године.

## Историјат
Већ наредне године школа се затвара и поново отвара 1885. године и од тада ради непрекидно. Године 1910. просветне власти отварају још једно одељење у школи у којој се школују и женска деца. За друго одељење у школи постављена је учитељица са свршеном учитељском школом Ана Џебарева Попова, која је била прва жена учитељ у селу.
За време окупације у другом светском рату, настава се изводила на бугарском језику. Након ослобођења, нова народна власт успоставља своју управу, која поново отвара школу са извођењем наставе на српском језику. Почетком школске 1955/56. године, отвара се шестогодишња школа у Малом Јасеновцу, а већ школске 1956/57. године ова школа прераста у осмогодишњу. Школске 1965/66. године, школа је организована у облику у којем постоји и данас са матичном школом у Малом Јасеновцу и подручним одељењима у Великом Јасеновцу, Градскову и Шипикову.
Васпитни рад у овој установи показао се као плодан, јер су своје школовање овде започели ученици који су касније постали доктори, просветни радници или су захваљујући образовању које су започели у овој школи завршили друге школе које су им омогућиле бољи живот а према казивањима мештана, овде су своја основна и прва знања стекли и професори и доктори наука, који су касније својим радом доринели напретку овог краја и друштва уопште.
Нова школска зграда у матичној школи у Малом Јасеновцу, у којој се данас изводи настава изграђена је 1985. године. 